# オーシャンサイド (中型揚陸艦)
オーシャンサイド (USS Oceanside, LSM-175) は、アメリカ海軍にて558隻建造されたLSM-1級中型揚陸艦の1隻。艦名はカリフォルニア州オーシャンサイドに因む。
元々はLCT (7)-1675として1944年7月11日にチャールストン海軍工廠で起工され、1944年9月25日にLSM-175として就役した。

## 戦歴

### 第二次世界大戦 1944年～1946年
チェサピーク湾での試験航海を終えた後、LSM-175は東海岸から出航してパナマ運河を抜け、12月1日にはサンディエゴに到着する。そしてサンティエゴからサンフランシスコと真珠湾を経てソロモン諸島へと向かった。2月20日にはフロリダ諸島に到着し、参加が予定されていた沖縄侵攻作戦に向けた訓練に参加した。3月12日、ソロモンを出航。ウルシー環礁を通って西進し、4月1日に沖縄の渡具知海岸沖に到達した。到着後まもなくしてLSM-175に搭載されていた兵員および物資全ての揚陸が開始されたが、9時10分に敵機からの空襲を受け、甲板にて機銃を用い応戦した海兵隊員9名と水兵2名が負傷した。4月20日までにウルシー環礁へ戻り、5月28日にはレイテ島に到着。
その後は鉄道車両などをマリアナやフィリピンなどに輸送する任務に従事し、8月中頃には再び沖縄へと送られた。9月までに到着し、しばらくはフィリピンへの各種輸送任務に従事していたが、10月頃から日本への進駐軍向けの任務に移った。10月8日、東京湾に到着。11月末にはアメリカ本土への帰還が命じられ、12月26日にサンディエゴに到着した。1946年2月からサンフランシスコへ移り、7月11日に退役が宣言された。
LSM–175は第二次世界大戦における活動の為に1つの従軍星章を受章している。

### 1950年～1955年

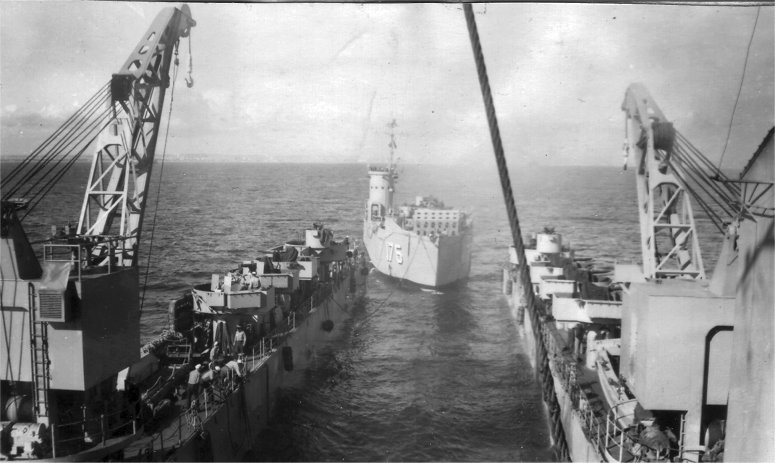
LSD-3"センターホール"と共にサンディエゴ湾に入るLSM-175（1951年初頭）

退役から4年後の1950年9月8日、LSM–175は再就役する。母港はサンディエゴで、主に海兵隊や海軍建設工兵（シービー）の水陸両用作戦訓練を任務とした。1955年6月30日、所属を第11海軍区 (11th Naval District) に移す。
1955年10月30日以降は武装を解除して乗員を削減した上で海軍区内の離島の支援任務についた。1956年10月には母港をロングビーチ海軍造船所に移す。
1959年10月14日にはオーシャンサイド (USS Oceanside LSM-175) という新たな艦名が与えられ、1961年2月1日まで第11海軍区にて活動した後に米海軍艦籍簿からその名が削除された。

### 1961年～1989年 南ベトナム海軍とフィリピン海軍
1961年8月1日、旧LSM-175はベトナム共和国海軍（南ベトナム海軍）に給与され、RVNS Huong Giang (HQ-404)と名を変えた。
1975年4月30日のサイゴン陥落後、ルオン中佐 (Lương) を艦長とするHQ-404はクオン・フー・バー大佐 (Khương Hữu Bá) 率いる艦隊の1隻としてフィリピンへと撤退した。1975年11月17日にスービック湾に到達すると、HQ-404はフィリピン海軍に船籍を移動し、艦名をBRP Batanes (LP65)と改めた。LP65は1989年に除籍されたが、その後の処分は不明である。